# Armadillidium teramense
Armadillidium teramense là một loài chân đều trong họ Armadillidiidae. Loài này được Verhoeff miêu tả khoa học năm 1933.